# 勢福寺城

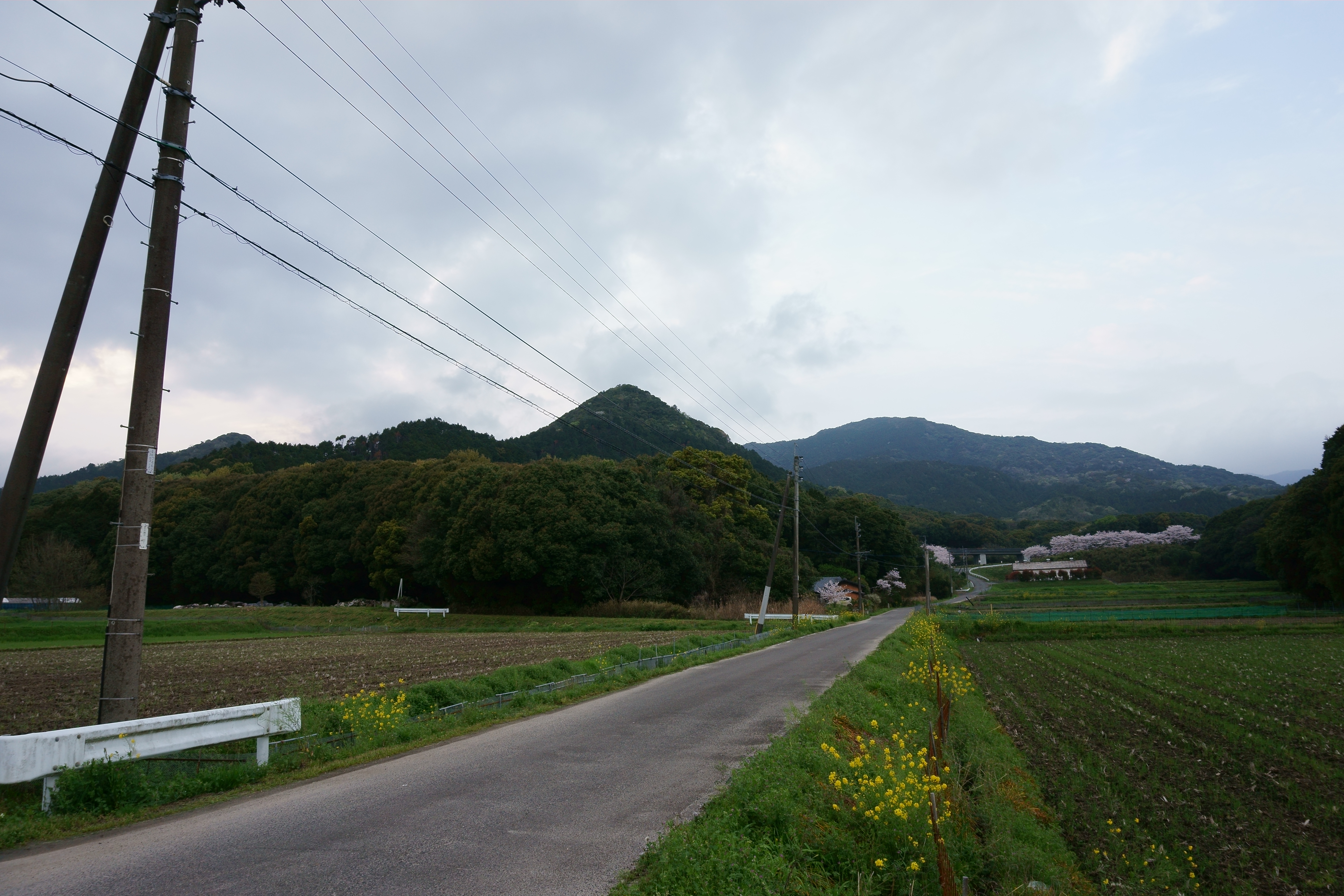
遺構が残る城山（左）と周辺

勢福寺城（せいふくじじょう）は、佐賀県神埼市神埼町城原字北外にあった日本の城。

## 概要
文和2年/正平8年（1353年)に九州探題・一色範氏の子で肥前守護の一色直氏により築城されたという。直氏は後に二代目の九州探題となる。その後菊池氏、少弐氏、大友氏、大内氏、龍造寺氏の城となった。
天文9年（1540年）少弐冬尚が少弐氏を再興するが、 永禄2年（1559年）に龍造寺隆信に攻められ勢福寺城は落城する。その後龍造寺隆信の次男である江上家種が城主となったが天正17年（1589年)に蓮池城に移り、廃城となった。

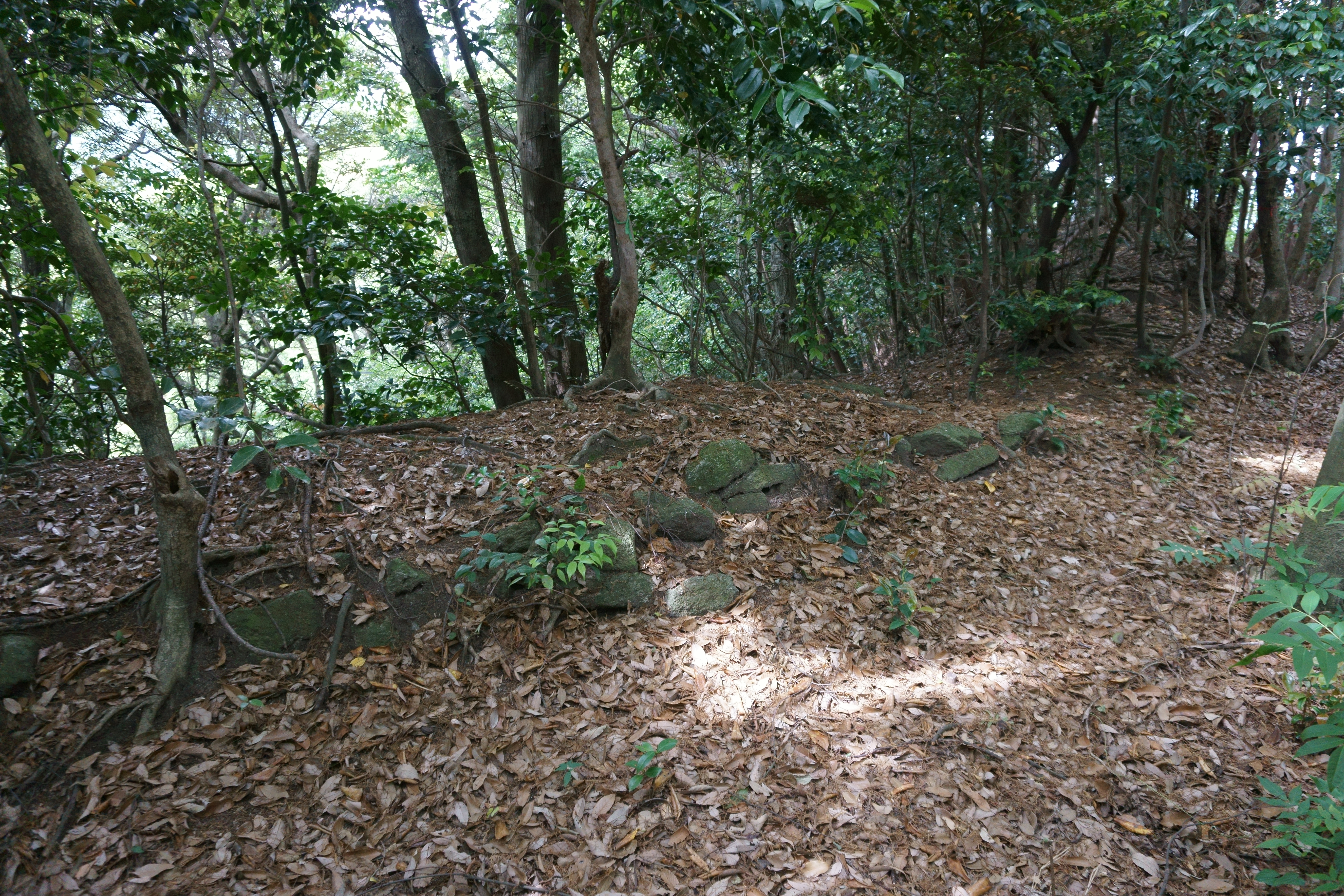
旧城部主郭の土塁
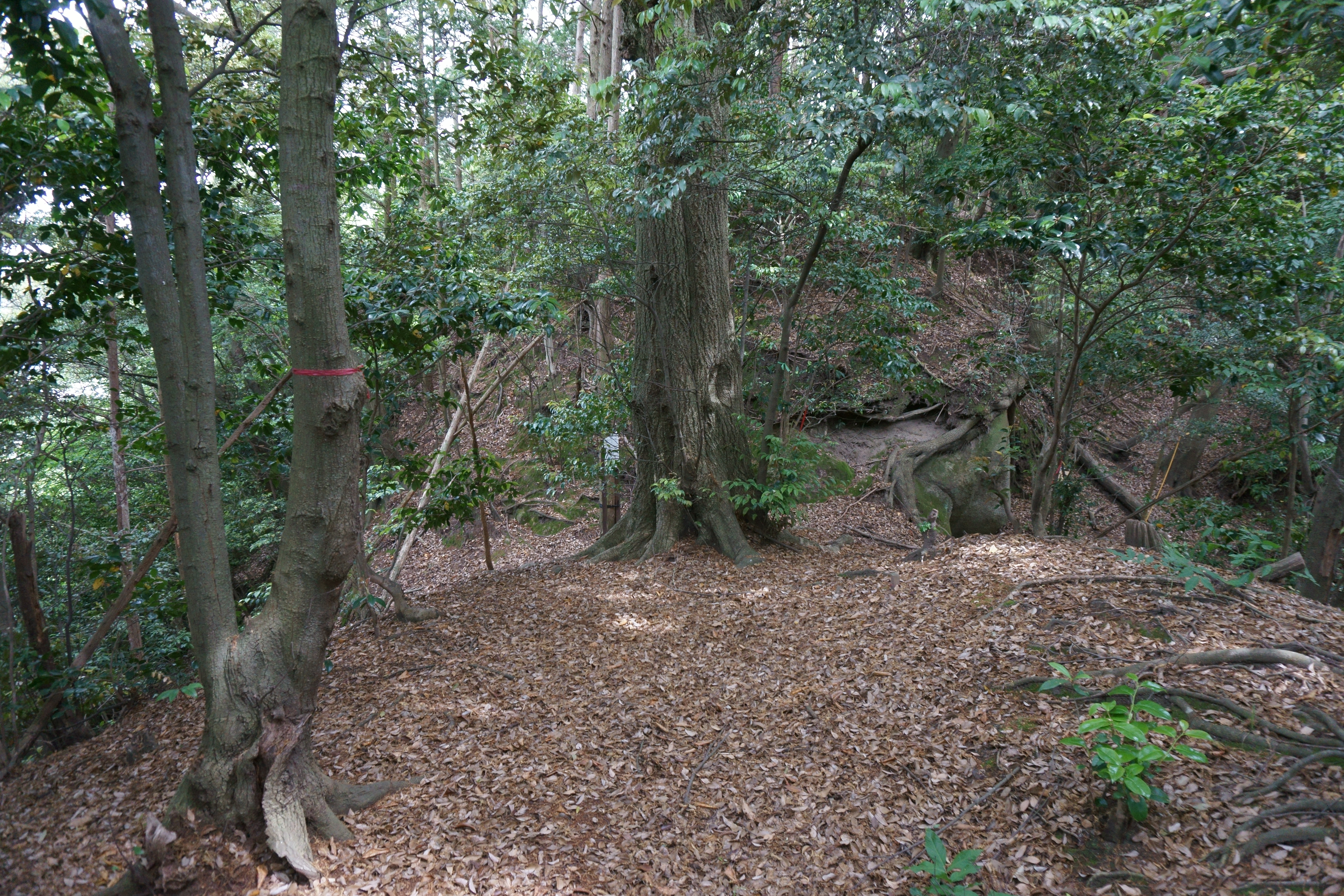
新城部と旧城部を隔てる大堀切
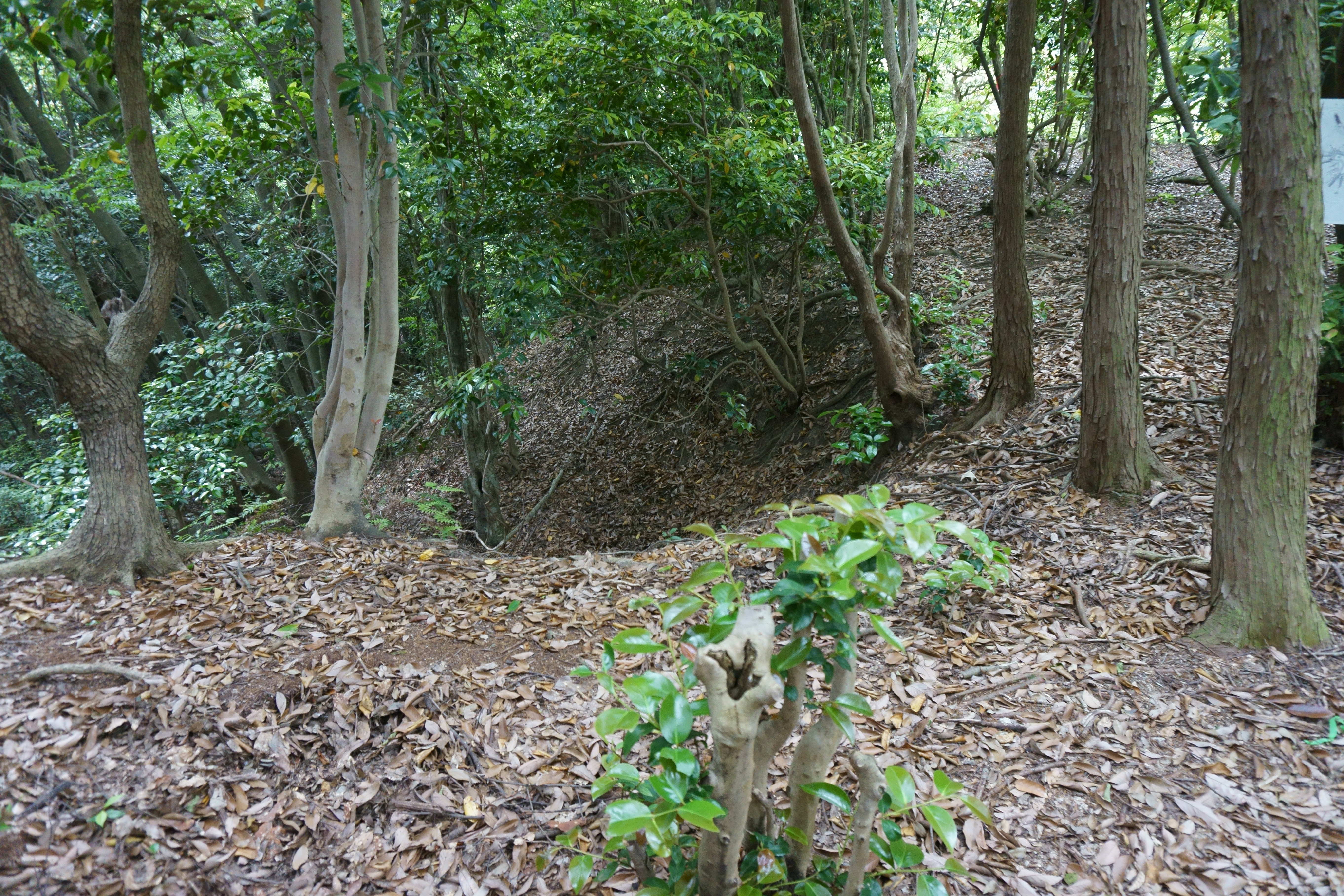
新城部主郭の枡型（虎口）